# КС Університатя (Крайова)
Не варто плутати з футбольним клубом «Університатя» (Крайова), заснованим 1991 року.
«КС Університатя» (Крайова) (рум. Clubul Sportiv Universitatea Craiova) — румунський футбольний клуб з міста Крайова, що виступає в румунській Лізі I. Заснований у 1948 році, розпущений 1991 року і відновлений 2013 року. Домашні матчі проводить на стадіоні «Екстенсів», що вміщує 7 000 глядачів.

## Історія
1948 року був створений КСУ (Крайова), спортивний клуб з легкої атлетики, волейболу, гандболу, настільного тенісу, шахів та футболу. Згодом команда отримала назву «Штіінца», (рум. Știința Craiova), а з 1966 року стала носити сучасну назву «КС Університатя».
За час виступів «Університатя» чотири рази вигравала чемпіонат Румунії, шість разів — Кубок країни. Доходила до чвертьфіналу Кубка європейських чемпіонів (1981/82), півфіналу Кубка УЄФА (1982/83), ставши першою румунською командою, що досягла півфіналу Кубка УЄФА.
У 1991 році «Університатя» завоювала свій останній титул чемпіона країни та Кубок Румунії, однак того ж року спортивний клуб «Університатя» розпустив свою футбольну секцію. На її основі був створений самостійний футбольний клуб «Університатя» (Крайова), скорочено ФКУ (Крайова).

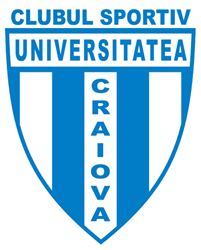
Логотип клубу у 2013—2015 роках.

2013 року за рішенням місцевої влади Крайови на місці припинившого існування двома роками раніше ФУ «Університаті», була відновлена «КС Університатя». У сезоні 2013/14 клуб здобув перемогу в Лізі II і вийшов у Лігу I. У сезоні 2014/15 клуб фінішував на 5-му місці в чемпіонаті, і отримав право грати в Лізі Європи, але не отримав ліцензію УЄФА і поступився своїм правом клубу «Ботошані».
У сезоні 2015/16 «Університатя» посіла 8-е місце, а в наступному — 4-те місце, що дозволило клубу зіграти в Ліги Європи УЄФА. У третьому кваліфікаційному раунді Ліги Європи УЄФА 2017/18, «Університатя» поступилася італійському Мілану (0:3) за сумою двох зустрічей.
2018 року «Університатя» стала бронзовим призером Ліги I та виграла національний кубок, а наступного року стала віце-чемпіоном Румунії. 2021 року команда знову стала володарем Кубка Румунії.

## Досягнення
Чемпіонат Румунії:
- Чемпіон (4): 1974, 1980, 1981, 1991
- Віце-чемпіон (4): 1973, 1982, 1983, 2020

Кубок Румунії
- Володар (8): 1977, 1978, 1981, 1983, 1991, 1993[9], 2018, 2021
- Фіналіст (2): 1975, 1985

Суперкубок Румунії
- Володар (1): 2021
- Фіналіст (1): 2018

Кубок УЄФА:
- Півфіналіст (1): 1983

Ліга європейських чемпіонів:
- Чвертьфіналіст (1): 1982

## Склад
Станом на 21 липня 2022
| №  | Поз. | Нац.                 | Гравець                        |
| -- | ---- | -------------------- | ------------------------------ |
| 1  | ВР   | Румунія              | Давід Лазар                    |
| 2  | ЗХ   | Румунія              | Пауль Папп                     |
| 5  | ЗХ   | Румунія              | Богдан Ветеєлу                 |
| 6  | ПЗ   | Румунія              | Владімір Скречу (3-ій капітан) |
| 7  | ПЗ   | Румунія              | Джордже Кимпану                |
| 8  | ПЗ   | Румунія              | Александру Матею               |
| 9  | НП   | Румунія              | Андрей Іван (Віце-капітан)     |
| 10 | ПЗ   | Румунія              | Йонуц Вине                     |
| 11 | ЗХ   | Румунія              | Нікушор Банку (Капітан)        |
| 14 | ПЗ   | Румунія              | Александру Крецу               |
| 16 | ПЗ   | Румунія              | Дан Ністор                     |
| 17 | ПЗ   | Румунія              | Штефан Баярам                  |
| 18 | ЗХ   | Румунія              | Штефан Вледою                  |
| 19 | НП   | Боснія і Герцеговина | Елвір Кольїч                   |
| 20 | НП   | Румунія              | Йован Маркович                 |

| №  | Поз. | Нац.      | Гравець           |
| -- | ---- | --------- | ----------------- |
| 22 | ПЗ   | Бразилія  | Густаво Вагенін   |
| 24 | ПЗ   | Хорватія  | Анте Рогульїч     |
| 25 | ЗХ   | Румунія   | Валеріке Геман    |
| 26 | ПЗ   | Болгарія  | Антоні Іванов     |
| 31 | ВР   | Молдова   | Денис Русу        |
| 32 | ЗХ   | Румунія   | Деніс Бенга       |
| 33 | ПЗ   | Румунія   | Міхай Кепецине    |
| 34 | НП   | Румунія   | Штефан Бане       |
| 35 | ПЗ   | Румунія   | Давід Сала        |
| 36 | ПЗ   | Румунія   | Альберто Келін    |
| 37 | НП   | Румунія   | Маріан Данчу      |
|    | ЗХ   | Бразилія  | Раул Сілва        |
|    | ЗХ   | Швейцарія | Іван Мартич       |
|    | ВР   | Румунія   | Лауренціу Попеску |
|    | НП   | Бразилія  | Рівалдіньйо       |